# Veľké Ludince
Veľké Ludince és un poble i municipi d'Eslovàquia que es troba a la regió de Nitra, al sud-oest del país.

## Història
La primera menció escrita de la vila es remunta al 1282.

## Demografia
| Godina             | 1994 | 2004   | 2014    | 2024   |
| ------------------ | ---- | ------ | ------- | ------ |
| Nombre de persones | 1729 | 1680   | 1503    | 1458   |
| Diferència         |      | −2,83% | −10,53% | −2,99% |

| Godina             | 2023 | 2024   |
| ------------------ | ---- | ------ |
| Nombre de persones | 1470 | 1458   |
| Diferència         |      | −0,81% |